# Rembielin (gromada)
Rembielin – dawna gromada, czyli najmniejsza jednostka podziału terytorialnego Polskiej Rzeczypospolitej Ludowej w latach 1954–1972.
Gromady, z gromadzkimi radami narodowymi (GRN) jako organami władzy najniższego stopnia na wsi, funkcjonowały od reformy reorganizującej administrację wiejską przeprowadzonej jesienią 1954 do momentu ich zniesienia z dniem 1 stycznia 1973, tym samym wypierając organizację gminną w latach 1954–1972.
Gromadę Rembielin z siedzibą GRN w Rembielinie utworzono – jako jedną z 8759 gromad na obszarze Polski – w powiecie płockim w woj. warszawskim, na mocy uchwały nr VI/10/13/54 WRN w Warszawie z dnia 5 października 1954. W skład jednostki weszły obszary dotychczasowych gromad Gorzechowo, Gorzechowo Nowe, Myśliborzyce, Rembielin, Rokicie, Sobowo, Strupczewo, Strupczewo Małe i Więcławice ze zniesionej gminy Brudzeń w tymże powiecie. Dla gromady ustalono 16 członków gromadzkiej rady narodowej.
31 grudnia 1959 do gromady Rembielin przyłączono wieś Głowina ze znoszonej gromady Lenie Wielkie w powiecie lipnowskim w woj. bydgoskim.
Gromada przetrwała do końca 1972 roku, czyli do kolejnej reformy gminnej.